# Novo Botevo, Dobrici
Novo Botevo (în bulgară Ново Ботево, în română Noul Botievo, Boteni) este un sat în comuna Dobricika, regiunea Dobrici, Dobrogea de Sud, Bulgaria. 
Între anii 1913-1940 a făcut parte din plasa Ezibei a județului Caliacra, România. Majoritatea locuitorilor erau români.

## Demografie
Componența etnică a satului Novo Botevo
     Bulgari (87,87%)
     Nicio identificare (12,12%)
     Altele (0%)
La recensământul din 2011, populația satului Novo Botevo era de 33 locuitori. Din punct de vedere etnic, majoritatea locuitorilor (87,87%) erau bulgari. Pentru 12,12% din locuitori nu este cunoscută apartenența etnică.